# Paris på to måder
|  | Denne artikel er oprettet af botten Steenthbot ud fra en ekstern database. Den kan derfor have sproglige fejl eller mangler. Denne skabelon kan fjernes efter kontrol af indholdet. |

Paris på to måder er en dansk undervisningsfilm fra 1950 instrueret af Jørgen Roos efter eget manuskript.

## Handling
Filmen falder i to dele, hvoraf 1. del viser Paris' monumenter og historiske bygninger, bl.a. Notre Dame, Conciergeriet, Panthéon, St. Germainkirken, Louvre, Madeleinekirken, Sacre-Coeur og triumfbuerne. 2. del skildrer i nogle glimt sider af befolkningens liv, særlig de hjemløses tilværelse og livet på loppemarkedet.